# Міграція тварин
Міграція тварин (від лат. migratio — переселення, переміщення) — періодичне переміщення тварин «туди і назад» між суттєво відмінними середовищами існування, що просторово віддалені одне від одного. Спричиняється змінами в умовах існування тварин чи змінах у вимогах цих тварин до умов існування на різних стадіях розвитку. Міграції тварин можуть бути сезонними (наприклад, переліти птахів або кажанів) та добовими протягом одного дня (наприклад, вертикальні міграції планктону у товщі океану). Для здійснення активної міграції тварині необхідне біологічне відчуття часу та напрямку (біонавігація). Міграції вищих хребетних супроводжується втратою територіальності, зменшенням внутрішньовидової агресії та посиленням стадної поведінки.

## Міграція у різних тварин

### Міграція у безхребетних

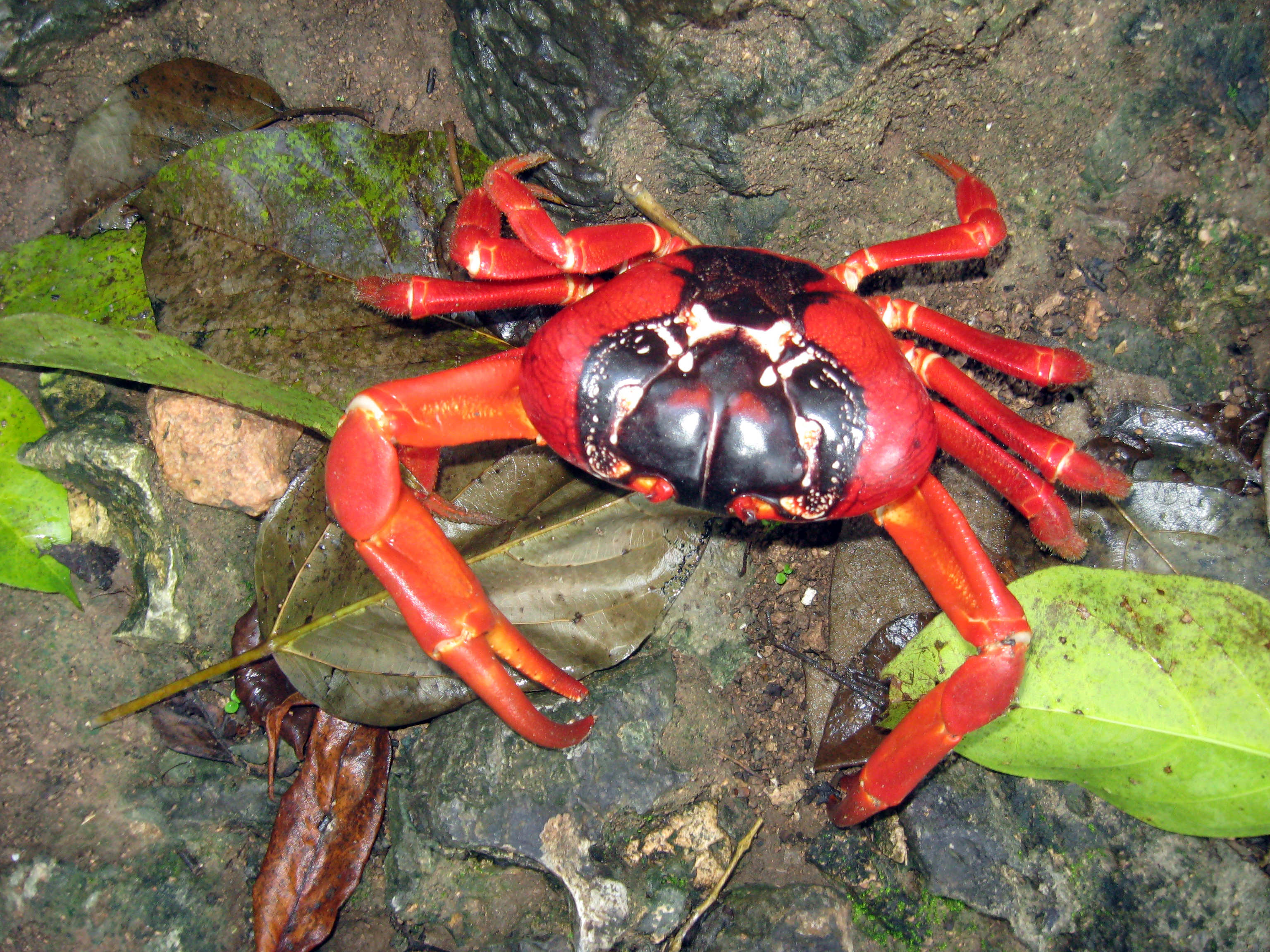
Краб Gecarcoidea natalis під час міграції

Міграції до місць розмноження відомі для деяких сухопутних крабів. Краб Gecarcinus ruricola, що мешкає на Кубі, здійснює міграцію до узбережжя океану, де відкладає яйця. Краб Gecarcoidea natalis, ендемік острова Різдва у Індійському океані, мешкає в лісах та здійснює міграцію по суходолу протягом тижня до океану, де відкладає яйця.
Серед ракоподібних, що ведуть водний спосіб життя, міграції до місць розмноження відомі для різних видів омарів.
Комахи
Сезонні міграції відомі у 250 видів метеликів, причому лише два десятки видів з них здійснюють регулярні та дальні перельоти. Найдовші міграції здійснюють метелики монархи (Danaus plexippus), протяжність яких може досягати 4 тис. км. У помірній зоні Європи активним мігрантом є сонцевик будяковий — вид мігрує восени на південь, до Південної Африки та Близького Сходу; навесні навпаки рухається у північному напрямку. Аналогічні міграції характерні для язикана звичайного.
Сезонні міграції зустрічаються також у бабок. У одних видів такі переміщення є неперіодичними, у інших — здійснються щороку між різними географічними регіонами. У Anax junius дальність переміщень становить до декількох тисяч кілометрів; Pantala flavescens мігрує з Індії до Східної Африки та потім у зворотному напрямку. Деякі види (наприклад, Sympetrum arenicolor) здіснюють вертикальні міграції: їхні личинки розвиваються на рівнинах, дорослі на тривалий період улітають в гори, а восени повертаються назад.

### Міграція земноводних
Для земноводних переміщення мало характерні. У помірних широтах вони здійснюють міграції від місць зимівлі до місць розмноження, а згодом — у зворотному напрямку. Їхня протяжність зазвичай становить декілька сотень метрів, але у деяких видів може досягати декількох кілометрів.

### Міграція плазунів
Сезонні міграції характерні для значної кількості плазунів, проте зазвичай вони обмежуються короткими переміщеннями від місця зимівлі до місця розмноження та у зворотному напрямку. Такі кочівлі вимірюються сотнями, а інколи лише десятками метрів. Гадюки звичайні від місця зимівлі розповзаються по індивідуальним територіям на 1—2,5 км. Під час подорожі до місць кладки яєць самки черепахи болотної можуть здійснювати міграції на відстань до 1,2 км.  Регулярні міграції здійснювали слонові черепахи на Галапагоських островах: на час розмноження вони переходили від внутрішніх частин островів до узбережжя. Для морських змій і морських черепах характерні далекі сезонні переміщення на сотні і тисячі кілометрів. Зелена черепаха здійснює міграції на 2000 км від берегів Бразилії до о. Вознесіння.

### Міграція ссавців
Міграції властиві широкому колу ссавців. Обмеженні за протяжністю кочівлі здійснюють багато видів гризунів. Далекі переміщення характерні для більшості видів, які тримаються стадами. На сотні і навіть тисячі кілометрів мігрують деякі копитні (північний олень, антилопа гну), ластоногі, китоподібні, а також кажани.Ці кочівлі здійснюються щороку за певними міграційними шляхами.

## Зміни міграційного статусу
Міграція — поняття популяційне. Воно не пов'язане з поведінкою окремих особин і стосується всієї популяції або окремих субпопуляцій (статей, вікових груп, життєвих стадій, населення окремих біотопів). Нерідко в різних частинах ареалу або різні вікові чи інші групи в межах однієї популяції мають різну міграційну активність і загалом міграційний статус. Наприклад, у «сріблястих» мартинів молоді особини часто формують неперелітні «холостяцькі клуби», а у багатьох нетопирів нашої фауни самці літують на півдні і в північних частинах літнього ареалу зустрічаються тільки самки (у виводкових колоніях).
Тварини можуть змінювати свій міграційний статус. Зокрема, відбуваються зміни міграційного статусу низки видів тварин фауни України внаслідок змін середовища (переважно завдяки урбанізації) та змін ареалів (переважно при інвазіях та експансіях):
- перелітні стають осілими завдяки появі вигідних умов (наприклад, граки, лилики)
- вихідно осілі стають перелітними при розширенні літніх (гніздових) ареалів (наприклад, щедрик, мартин жовтоногий)
- формуються поруч з перелітними й осілі (звичайно в містах) субпопуляції (наприклад, дрізд чорний, кажани)
- зникають можливості для міграцій і формуються осілі популяції, які часто згасають (наприклад, прохідні риби).

Особливо значні зміни відбуваються внаслідок суцільної трансформації середовища людиною. Великі зміни очікуються внаслідок глобальних змін клімату та розвитку транспорту, що посилює експансії та інвазії чужорідних видів та ареали місцевих видів в кожному конкретному регіоні.
Сучасні зміни міграційного статусу багатьох видів тварин є найкращою ілюстрацією надзвичайної їх пластичності і пояснюють окремі існуючі гіпотези формування міграцій як видових ознак, міграційних шляхів окремих видів і міграційного статусу популяцій.

## Поняття «міграцій» на тлі суміжних понять
Поняття «Міграція» пов'язане і частково перекривається з низкою суміжних понять. За тлумачним словником у виданні «Міграційний статус кажанів в Україні» (Загороднюк, 2001) це подається так (за абеткою):
Біонавігація — (від біо… і лат. navigatio = плавання) — здатність до вибору напряму руху під час сезонних міграцій та пошуку сховища (хомінг). Забезпечується орієнтацією за допомогою органів чуття та інстинктами. Засоби біонавігації — навігація за наземними орієнтирами, за магнітним полем, ступенем поляризації світла, використанням ехолокації. Див. також: міграція, перельоти, кочівлі.
Види біонавігації:
1. Оптична (астронавігація, навігація за ультрафіолетовим випромінюванням). Характерна для бджіл та птахів.
2. Інфрачервона. Характерна для змій.
3. Акустична (ехолокація). Характерна для кажанів та дельфінів.
4. Магнітна. Характерна для птахів та китів.
5. Хеморецепція - орієнтація тварин за особливостями хімічного складу навколишнього середовища. Розповсюджена для жителів води та ґрунту. Прохідні лососеві риби при нестерових міграціях знаходять "рідні" річки за знайомими запахами. Для самців деяких метеликів (сатурній, шовкопрядів) доведена здатність знаходити за запахом самку на відстані 10 км. Також характерна для мурах.

Експансія — (від лат. expansio = розселення) — заселення популяцією нових географічних регіонів, що веде до формування нових субпопуляцій (з популяційної точки зору) і нових осередків географічного ареалу виду (зокрема, і нових підвидів). Загалом явище є ознакою прогресу виду в освоєнні нових територій, проте воно може бути наслідком кризи в основному ареалі. Див. також: міграція, кочівлі, гібернація.
Інвазія — (від лат. invasio = вторгнення) — значне нециклічне переселення частини популяції в нову географічну область, яка не входила в ареал виду, внаслідок погіршення умов існування в історичному ареалі або внаслідок збільшення чисельності виду. Інвазія — короткочасний процес, який за масштабами і тривалістю часто подібний до сезонних міграцій. Див. також: експансія, міграція, переселення.
Кочівлі — звичайно незначні сезонні переміщення популяції чи певної її частини за градієнтом доступності корму і сідал та у зв'язку з пошуком нових оселищ в межах літнього ареалу. При кочівлях зимовий і літній ареали перекриваються, а нерідко і збігаються. Кочівлі охоплюють локальні популяції і збігаються з поняттям локальних міграцій. Див. також: експансія, міграція, номадизм, розселення.
Міграція — (від лат. migratio = переселення) — значимі для популяції просторові переміщення тварин до місць ґібернації чи продовження активності. Розрізняють добові й сезонні міграції, а також переселення, що ведуть до зміни ареалів. Для кажанів наших широт характерні сезонні міграції, як вертикальні (в горах), так і широтні, пов‘язані зі зміною сховищ. Див. також: експансія, кочівлі, перельоти.
Номадизм — (від грец. nomades = кочівники) — те саме, що кочівлі.
Перельоти — сезонні переміщення, що охоплюють значну частину популяцій. Звичайно їх розглядають як прояв дальніх сезонних міграцій, пов'язаних зі зміною літніх місць оселення на зимові. Перельоти базуються на безумовних рефлексах і проходять за стандартними міграційними шляхами. Див. також: ареал, кочівлі, міграція.
Переселення — поняття, що загалом еквівалентне поняттю «міграція» (migratio = переселення). Загалом поняття є популяційним, і його звичайно не вживають для опису долі чи поведінки окремих особин чи колоній. Розрізняють два основні типи переселень: циклічні сезонні (кочівлі, перельоти тощо) та нециклічні багаторічні переселення (інвазії, експансії тощо). Див. також: експансія, кочівлі, міграція.
Розселення — те саме, що «експансія», освоєння нових географічних районів популяцією. Нерідко це поняття ототожнюють з розселенням молоді з виводкових колоній. У такому розумінні розселення (="дисперсія") виявляється не міграційним поняттям, а поняттям, пов'язаним із освоєнням території, зниженням конкуренції, пошуком нових сховищ, змішуванням (панміксією). Див. також: ареал, експансія, кочівлі.